# Philippe Joly
Pour les articles homonymes, voir Joly.
Philippe Joly (chinois simplifié : 狼森 ; pinyin : Lángsēn) est un acteur, scénariste, producteur et mannequin français, né le 2 janvier 1976 à Moscou en Union soviétique. Il est surtout actif dans le cinéma hongkongais et asiatique.

## Biographie
Joly est surtout connu pour son rôle de Zoltan dans le film canadien La Vengeance dans le corps (2015) avec Jean-Claude Van Damme et son rôle de Decimus dans le film chinois Dragon Blade, dans lequel il apparaît aux côtés des acteurs Jackie Chan, Adrien Brody, et de la chanteuse française Lorie.
Joly joue régulièrement le rôle du méchant dans des films d'action asiatiques, et il a joué aux côtés de grands acteurs hongkongais, notamment Chow Yun-fat et Andy Lau. Parmi ses projets récents, citons le dernier film de Juno Mak, Fung lam fo saan (風林火山), projeté au Festival de Cannes 2025, et le film de science-fiction Ultimate Code (终极代码), dans lequel Joly joue l'antagoniste principal aux côtés de Vincent Lam Wai (zh) et de David Belle, autre acteur français et fondateur du Parkour.
En plus d'être acteur, Joly a également écrit de nombreux scénarios, produit et réalisé quelques films hongkongais indépendants. Joly parle plusieurs langues (français, russe, italien et anglais), il est un adepte des tours de magie rapprochée et de la cartomagie, et s'entraîne à divers arts martiaux depuis l'âge de 5 ans. Bien qu'il ne soit pas cascadeur professionnel, Joly doit souvent exécuter des cascades, comme l'exigent le genre des films d'action et le type de personnages qu'il interprète. Dans le film Lust & Found, il a chorégraphié la séquence de la scène de combat.

## Filmographie
- 2007 : Le Temps des secrets, téléfilm de Thierry Chabert
- 2014 : From Vegas to Macau de Wong Jing
- 2015 : Little Big Master (五個小孩的校長, Ng goh siu hai dik hau jeung) d'Adrian Kwan
- 2015 : Mission Milano ((王牌逗王牌, Tou tian te wu) de Wong Jing
- 2015 : La Vengeance dans le corps d'Ernie Barbarash
- 2015 : Dragon Blade de Daniel Lee Yan-kong
- 2015 : Lust & Found de Lawrence Gray[6]
- 2017 : Ghost in the Shell (攻殼機動隊) de Rupert Sanders
- 2017 : Chasing the Dragon (追龍, Chui lung) de Wong Jing
- 2018 : Un couteau dans le cœur de Yann Gonzalez[7]
- 2019 : La Guerre des cartels 2 (掃毒2天地對決, Sǎo dú èr tiāndì duìjué) de Herman Yau
- 2021 : Ultimate Code (终极代码) de Wu Zhiting
- 2023 : Once Upon a Time in Hong Kong (金手指) de Felix Chong
- 2025 : Fung lam fo saan de Juno Mak